# Важенин, Михаил Иванович
Михаил Иванович Важенин (19 сентября 1917, Камчатка, Пермская губерния — 14 июля 1981, Камчатка, Курганская область) — гвардии красноармеец Рабоче-крестьянской Красной Армии, участник Великой Отечественной войны, Герой Советского Союза (1944). После войны работал трактористом.

## Биография
Михаил Важенин родился 19 сентября 1917 года в крестьянской семье в деревне Комчатка (Максимова) Батуринской волости Шадринского уезда Пермской губернии, ныне деревня Камчатка входит в Шадринский муниципальный округ Курганской области. Русский.
Окончил начальную школу, после чего работал в колхозе «Восьмое марта». В 1939 году окончил курсы трактористов, после чего работал на колхозных полях как тракторист Батуринской МТС, был ударником труда.
В начале Великой Отечественной войны пытался подать заявление об отправке его на фронт, но призван в армию он был лишь в сентябре 1942 года, был наводчиком станкового пулемёта 4-го гвардейского воздушно-десантного полка 2-й гвардейской воздушно-десантной дивизии 18-го гвардейского стрелкового корпуса. Принимал участие в боях на Северо-Западном и Центральном фронтах. Отличился во время битвы за Днепр.
В начале октября 1943 года расчёт Важенина одним из первых в своём подразделении переправился через Днепр и прикрыл переправу других подразделений. 6 октября 1943 года в бою в районе деревни Губин, находясь со своим пулеметом на левом фланге батальона, заметил значительную группировку пехоты немцев, которые организовали «психическую атаку» на позиции советских солдат. Проявив исключительную выдержку и подпустив контратакующих немцев на расстояние до 200 метров, открыл по ним внезапный шквальный огонь и уничтожил более 100 солдат противника. В результате контратака захлебнулась, что позволило батальону в свою очередь успешно атаковать немцев и занять село. В этом бою был ранен, но остался в строю и продолжал выполнять свои обязанности.
8 октября во время боя за село Медвин был ранен вторично, но остался у пулемета и во время контратаки немцев метким огнём своего пулемета уничтожил до 40 немецких солдат и офицеров, что позволило полку отбить контратаку и удержать населенный пункт.
В бою 10 октября во время контратаки противника получил третье ранение, но всё равно остался в строю и продолжал вести огонь. Только после отражения контратаки вследствие большой кровопотери потерял сознание и был вынесен с поля боя, после чего госпитализирован.
Указом Президиума Верховного Совета СССР «О присвоении звания Героя Советского Союза генералам, офицерскому, сержантскому и рядовому составу Красной Армии» от 10 января 1944 года за «образцовое выполнение боевых заданий командования на фронте борьбы с немецко-фашистскими захватчиками и проявленные при этом отвагу и геройство» гвардии красноармеец член ВЛКСМ Михаил Важенин был удостоен высокого звания Героя Советского Союза с вручением ордена Ленина и медали «Золотая Звезда» за номером 6675.
После окончания войны был демобилизован, после чего вернулся в родную деревню, где работал трактористом в колхозе «Ударник», затем, в 1969—1977 годах механизатором в Камчатском отделении совхоза «Батуринский». 
Михаил Иванович Важенин умер 14 июля 1981 года. Похоронен на кладбище деревни Камчатка Батуринского сельсовета Шадринского района Курганской области, ныне деревня входит в Шадринский муниципальный округ той же области.

## Награды
- Герой Советского Союза, 10 января 1944 год[3][6][7]
  - Орден Ленина
  - Медаль «Золотая Звезда» № 6675
- медали, в т.ч.[2].
  - Медаль «В ознаменование 100-летия со дня рождения Владимира Ильича Ленина»
  - Медаль «Ветеран труда»[8]

## Память
- МКОУ «Батуринская средняя общеобразовательная школа им. М.И. Важенина», имя присвоено 25 августа 2016 года
  - Мемориальная доска на здании МКОУ «Батуринская средняя общеобразовательная школа им. М.И. Важенина», Курганская область, Шадринский муниципальный округ, село Батурино, пер. Южный, 1а — 55°51′37″ с. ш. 63°39′41″ в. д.HGЯO